# Amt Lebus
Amt Lebus – związek gmin w kraju związkowym Brandenburgia, w powiecie Märkisch-Oderland. Siedziba związku znajduje się w mieście Lubusz (niem. Lebus).
W skład związku wchodzi pięć gmin.
1. Lebus oraz Mallnow, Schönfließ i Wulkow
2. Podelzig oraz Klessin, Wuhden i cukrownia
3. Reitwein
4. Treplin
5. Zeschdorf oraz Alt Zeschdorf, Döbberin i Petershagen